# 白唇網鰩
白唇網鰩（學名：Brochiraja albilabiata），為軟骨魚綱鰩目單鰭鰩科網鰩屬的一種，分布於西南太平洋紐西蘭海域，深度900-1000公尺，本魚體盤呈圓形，尾部極長，為盤長的1.4-1.5倍，背盤大部分裸露，腹盤和尾部裸露，腹面比背面顏色深得多，嘴下方有非常黑的鬍鬚狀斑塊，嘴邊緣為白色，腹面上無一排邊緣淡色的孔，頸孔帶非常明顯，上顎齒列45-60排，體長可達64.6公分，棲息在深海沙泥底質海域，為底棲性魚類，屬肉食性，生活習性不明。